# Владимировка (Апостоловский район)
Влади́мировка (укр. Володимирівка) — село,
Владимировский сельский совет,
Апостоловский район,
Днепропетровская область,
Украина.
Код КОАТУУ — 1220382201. Население по переписи 2001 года составляло 492 человека.
Является административным центром Владимировского сельского совета, в который, кроме того, входят сёла
Сергеевка и
Шевченко.

## Географическое положение
Село Владимировка находится в 1,5 км от села Шевченко.
К селу примыкает большой массив ирригационных каналов.

## История
- XIX век — дата основания.

## Объекты социальной сферы
- Школа.
- Фельдшерско-акушерский пункт.